# Římskokatolická farnost Strážný
Římskokatolická farnost Strážný je zaniklým územním společenstvím římských katolíků v rámci prachatického vikariátu českobudějovické diecéze.

## O farnosti

### Historie
Farnost ve Strážném, resp. tehdy v Kunžvartu, byla zřízena v roce 1780, do té doby byly všechny obce na jejím území přifařeny k farnosti Horní Vltavice. V témže roce byl vystavěn farní kostel, zasvěcený Nejsvětější Trojici. 
V roce 1862 patřily do obvodu této farnosti tato místa: Dolní Cazov, Dolní Světlé Hory, Hliniště, Horní Světlé Hory, Kořenný, Řasnice, Samoty, Silnice, Strážný a Žlíbky.
Ve 20. století přestal být do farnosti ustanovován sídelní kněz. Kostel postupně zchátral a 6. srpna 1965 byl na žádost pohraniční stráže odstřelen.
Farnost dne 31. prosince 2019 zanikla, jejím právním nástupcem je od 1. ledna 2020 Římskokatolická farnost Horní Vltavice.
| Fotografie | Kostel                            | Místo    | Bohoslužba             | Bohoslužba             | Poznámka             |
| ---------- | --------------------------------- | -------- | ---------------------- | ---------------------- | -------------------- |
|            | Kaple svaté Anny                  | Hliniště | neslouží se pravidelně | neslouží se pravidelně | kaple                |
|            | Kostel Nejsvětější Trojice        | Strážný  | nelze sloužit          | nelze sloužit          | zbořený farní kostel |
|            | Kaple Panny Marie Královny Andělů | Strážný  | neslouží se pravidelně | neslouží se pravidelně | kaple                |